# Poecile superciliosus
Poecile superciliosus é uma espécie de ave da família Paridae.
É endémica da China.
Os seus habitats naturais são: florestas boreais.